# Volitve poslancev iz Slovenije v Evropski parlament 2004
Volitve poslancev iz Slovenije v Evropski parlament 2004 so potekale 13. junija 2004. To so bile prve evropske volitve v Sloveniji, volivci pa so izbrali sedem predstavnikov za Evropski parlament med 13 kandidatnimi listami. Mandate so prejele naslednje liste: NSi, LDS in SDS vsaka po dva mandata, ZLSD pa en mandat.
Glasovalo je 461.807 volivcev, neveljavnih pa je bilo 25.938 glasovnic. Udeležba je bila 28,35 %.

## Rezultati
| Stranka | Stranka    | Stranka                                      | Nosilec liste  | Rezultati  | Rezultati | Rezultati   |
| Stranka | Stranka    | Stranka                                      | Nosilec liste  | Št. glasov | %         | Št. sedežev |
| ------- | ---------- | -------------------------------------------- | -------------- | ---------- | --------- | ----------- |
|         | NSi        | Nova Slovenija - krščanska ljudska stranka   | Lojze Peterle  | 102.753    | 23,57     | 2 / 7       |
|         | LDS+DeSUS  | Liberalna demokracija Slovenije in DeSUS     | Jelko Kacin    | 95.489     | 21,91     | 2 / 7       |
|         | SDS        | Slovenska demokratska stranka                | Mihael Brejc   | 76.945     | 17,65     | 2 / 7       |
|         | ZLSD       | Združena lista socialnih demokratov          | Aurelio Juri   | 61.672     | 14,15     | 1 / 7       |
|         |            |                                              |                |            |           |             |
|         | SLS        | Slovenska ljudska stranka                    | Franc But      | 36.662     | 8,41      | 0 / 7       |
|         | SNS        | Slovenska nacionalna stranka                 | Zmago Jelinčič | 21.883     | 5,02      | 0 / 7       |
|         | SJN        | Slovenija je naša                            | Alja Brglez    | 17.930     | 4,11      | 0 / 7       |
|         | SMS+Zeleni | Stranka mladih Slovenije in Zeleni Slovenije | Alenka Paulin  | 10.027     | 2,30      | 0 / 7       |
|         | GŽS        | Glas žensk Slovenije                         | Darja Lampe    | 5.249      | 1,20      | 0 / 7       |
|         | SEG        | Stranka ekoloških gibanj Slovenije           | Leo Šešerko    | 2.588      | 0,59      | 0 / 7       |
|         | NSD        | Nacionalna stranka dela                      | Marjan Poljšak | 2.022      | 0,46      | 0 / 7       |
|         | SSN        | Stranka slovenskega naroda                   | Mihael Jarc    | 1.386      | 0,32      | 0 / 7       |
|         | DSS        | Demokratska stranka Slovenije                | Alojz Krapež   | 1.263      | 0,29      | 0 / 7       |